# История Шобиков
«История Шобиков» (англ. The Shobies' Story) — научно-фантастическая повесть американской писательницы Урсулы Ле Гуин.

## Издания
Написана в 1990 году и была первоначально издана в антологии "Вселенная 1". Впоследствии вошла в цикл из трех коротких повестей "Рыбак из Внутриморья", впервые изданный в издательстве Harper Prism в 1994 году. В дальнейшем издавалась в сборнике, также получившем название "Рыбак из Внутриморья" и включившим в себя восемь повестей и рассказов . Повесть "История Шобиков" была номинирована на американскую премию в области научной фантастики "Небьюла" ("Туманность") .

## Сюжет
Рассказывает о первом экипаже, созданном для участия в космическом полете со сверхсветовой скоростью (по так называемой чартен-технологии, недавно изобретенной, согласно сюжету).
"Шобики" — это члены экипажа космического корабля "Шоби": в соответствии с сюжетом на планетах Ойкумены существует традиция — членам экипажей называться именем своего корабля. В команде корабля отсутствуют иерархические отношения, все вопросы решаются путём свободного консенсуса . В команду входят несколько семей, некоторые с детьми, всего десять человек с разных планет Ойкумены. 
В результате путешествия от космического порта Ве планеты Хайн до неосвоенной планеты, не имеющей даже названия (только буквенно-цифровой индекс), и обратно, экипаж сталкивается с физическими и экстрасенсорными эффектами перемещения со сверхсветовой скоростью.